# Daniel Cordier
Daniel Cordier, nascido Daniel Bouyjou, (Bordéus, 10 de agosto de 1920 – Cannes, 20 de novembro de 2020) foi um combatente da Resistência Francesa, historiador e negociante de arte. Como membro dos Camelots du Roi, ele se envolveu com a França Livre em junho de 1940.
Cordier foi secretário de Jean Moulin de 1942 a 1943, e suas opiniões evoluíram para a esquerda. Foi nomeado Companheiro da Libertação em 1944 e, depois da guerra, tornou-se historiador e negociante de arte. Ele era um defensor dos direitos dos gays.

## Biografia
Daniel Bouyjou nasceu em 10 de agosto de 1920 em Bordéus. Seu pai, René Bouyjou, trabalhou no negócio de café da família, que floresceu por toda a Europa. Em 1919, René se casou com Jeanne Gauthier, embora o casal tenha se divorciado em 1925. Jeanne se casou novamente em 1927 com Charles Cordier. Quando Daniel se juntou à Resistência Francesa em Londres, ele listou seu sobrenome oficial como "Bouyjou-Cordier". Com a morte de René em 1943, ele adotaria oficialmente o nome "Cordier" em 1945.
Durante toda a sua juventude, o pai de Daniel manteve a custódia. Ele frequentou várias escolas católicas, como a École Saint-Elme d'Arcachon. Influenciado pelo monarquismo e pelo maurrassismo por seu padrasto, Cordier juntou-se à Action Française aos 17 anos e fundou o Cercle Charles-Maurras em Bordéus. Cordier admirava Charles Maurras e era antissemita, antissocialista, anticomunista, antidemocrático e ultranacionalista durante esse período. Mesmo durante seu tempo na França Livre, ele esperava julgamento contra o político socialista Léon Blum. Entretanto, o patriotismo pela França sobreviveu aos seus primeiros ideais e ele se juntou às Forças Francesas Livres.
Em junho de 1940, enquanto estava com sua família em Bescat, Cordier ouviu no rádio Philippe Pétain anunciar a rendição francesa à Alemanha e o armistício. Indignado, ele distribuiu um panfleto contra Pétain. Ele, juntamente com outros 16, embarcou num navio belga com destino à Argélia. Entretanto, o navio atracou na Inglaterra. Ele chegou a Falmouth em 25 de junho e se juntou aos seus companheiros franceses três dias depois. Ele foi designado para o Bataillon de chasseurs de Camberley para passar por treinamento. Após seu treinamento, ele recebeu a patente de Tenente.
Entrando no Bureau Central de Renseignements et d'Action, Cordier saltou de paraquedas em Montluçon em 26 de julho de 1942. Ele rapidamente chegou a Lyon e começou a representar Jean Moulin, do Comitê Nacional Francês. Ele adotou o pseudônimo de Alain e começou a trabalhar como secretário de Moulin. Ele administrou as ligações de correio e rádio para Londres e criou vários órgãos da Resistência. Em Lyon, conseguiu recrutar Laure Diebold, Hugues Limonti, Suzanne Olivier, Joseph Van Dievort, Georges Archimbaud, Laurent Girard, Louis Rapp e Hélène Vernay. Em Paris, ele trouxe Jean-Louis Théobald, Claire Chevrillon e Jacqueline Pery d'Alincourt para a Resistência. Em Lyon, ele acabaria sendo substituído por Tony de Graaff.
O trabalho de Cordier levou à fundação do Conselho Nacional da Resistência em 27 de maio de 1943. Para criar este conselho, muitos compromissos tiveram que ser feitos entre Moulin e Pierre Brossolette, um colega de Charles de Gaulle. Após a morte de Moulin, Brossolette pediu o retorno de Cordier a Londres. No entanto, ele permaneceu com o sucessor de Moulin, Claude Bouchinet-Serreulles, até 21 de março de 1944. Ele cruzou os Pireneus e entrou em Pamplona, onde foi brevemente internado no campo de concentração de Miranda. Ele então se juntou às forças britânicas. O historiador Jacques Baynac sugeriu em seu livro Présumé Jean Moulin que Cordier havia sido preso pela Alemanha nazista por volta de 14 de junho de 1943, uma afirmação negada por Cordier.
Como ele contaria mais tarde em sua autobiografia, Alias Caracella, Cordier abandonou suas crenças monarquistas, em parte porque se sentiu traído por seu ídolo, Charles Maurras, que apoiava a França de Vichy. Ele também ficou desconfortável com suas crenças antissemitas.
Após o fim da Segunda Guerra Mundial, Cordier parou de discutir a Resistência por mais de trinta anos. Ele se dedicou ao ativismo político, tendo abandonado suas crenças de extrema direita após conhecer o socialista radical Jean Moulin. Ele seguiu crenças humanistas e socialistas não marxistas. Ele fundou o Club Jean-Moulin na década de 1960. Durante as eleições presidenciais francesas de 2017, ele se manifestou abertamente contra Marine Le Pen, descrevendo sua potencial eleição como "monstruosa".
Cordier teve uma carreira profunda como negociante de arte. Ele falou muito bem de Jean Moulin no prefácio de sua doação ao Centro Georges Pompidou. Em 1946, começou a estudar na Académie de la Grande Chaumière. Naquela época, ele comprou sua primeira obra, uma pintura de Jean Dewasne. Sua descoberta das obras de Nicolas de Staël foi "sua revelação da arte moderna". Outros artistas que colecionou incluem Georges Braque, Chaïm Soutine, Hans Hartung, Jacques Villon, Dado, Arman, Antoni Tàpies, Georges Mathieu, Friedensreich Hundertwasser, Gaston Chaissac, entre outros. Em novembro de 1956, ele começou a expor suas obras de arte, o que marcaria o início de uma longa e bem-sucedida carreira no comércio de arte. Em maio de 1957, organizou a primeira exposição pessoal de Bernard Réquichot, que conheceu em 1950.
Cordier tornou-se muito ativo na causa dos direitos dos homossexuais, escreveu ele em sua autobiografia Alias Caracalla: mémoires, 1940-1943. Nela, ele revelou sua homossexualidade, que mantinha em segredo devido ao fato de que "o ódio à homossexualidade era terrível". Em 2013, ele anunciou seu apoio ao casamento gay. Seu diário, Les Feux de Saint-Elme, foi publicado em 2014 enquanto o segundo volume de sua autobiografia estava em produção, embora nunca fosse publicado. Ele escreveu sobre seu despertar sexual enquanto frequentava um internato só para meninos em Arcachon. Ele era amigo de Roland Barthes, bem como tutor de Hervé Vilard e o inspirou a seguir a carreira de cantor.
Em 2020, durante a comemoração do Apelo de 18 de junho, o Primeiro-Ministro do Reino Unido, Boris Johnson, homenageou os últimos quatro Companheiros da Libertação: Cordier, juntamente com Edgard Tupët-Thomé, Pierre Simonet e Hubert Germain. Os quatro homens foram nomeados para a Ordem do Império Britânico pelo Embaixador do Reino Unido na França, Ed Llewellyn. Ele recebeu o prêmio em sua casa em Cannes em 7 de julho de 2020.

## Morte
Cordier morreu na comuna de Cannes em 20 de novembro de 2020 aos 100 anos de idade. Sua morte deixou Hubert Germain como o último Companheiro da Libertação sobrevivente. O presidente da França, Emmanuel Macron, declarou em um comunicado à imprensa:

"pela liberdade e pela honra da França, ele entrou na Resistência, deixou tudo, aceitou o perigo, a solidão, a rotina árida e as complicações insanas das redes clandestinas (...) Designado para a administração das redes da Resistência na zona Sul, ele foi lançado de paraquedas em 1942 e então se tornou o secretário (...) de Jean Moulin. Seu comprometimento (...) permitiu que no dia do desembarque os aliados vissem uma França se erguendo da sombra em que estava escondida, pronta para retomar seu destino nas mãos".

A Ministra das Forças Armadas, Florence Parly, e a sua Secretária de Estado, Geneviève Darrieussecq, emitiram uma declaração conjunta, dizendo "uma vida romântica que está a morrer, passada ao serviço da Liberdade, pela grandeza da França".

## Obras publicadas
- 1983: Jean Moulin et le Conseil national de la Résistance (em francês)
- 1989: Jean Moulin. L’Inconnu du Panthéon (em francês)
- 1999: Jean Moulin. La République des catacombes (em francês)
- 2001: Pierre Brosolette ou Le Destin d'un héros (em francês)[25]
- 2009: Alias Caracalla: mémoires, 1940-1943 (em francês)
- 2013: De l’Histoire à l’histoire (em francês)
- 2014: Les Feux de Saint-Elme (em francês)

## Prêmios e honrarias
- 1944: Ordem da Libertação
- Cruz de Guerra 1939–1945
- 2009: Prix littéraire de la Résistance para Alias Caracalla: mémoires, 1940-1943[26]
- 2009: Prêmio Renaudot de l'essai para Alias Caracalla: mémoires, 1940-1943[27]
- 2009: Prêmio Nice-Baie-des-Anges para Alias Caracalla: mémoires, 1940-1943
- 2017: Grã-Cruz da Legião de Honra[28]
- 2020: Membro Honorário da Ordem do Império Britânico[29]